# Yolanda López Fernández
Yolanda López i Fernández (Barcelona, 1966) és una activista social, administrativa, política i diputada catalana afiliada a Podem.
Establerta al Vendrell des de fa anys, estudià formació professional en administració a l'escola Bemen 3 (Barcelona) i ha treballat en l'àmbit de l'administració comptable. Ha col·laborat amb diverses ONGs locals, i des de l'any 2014, moment que nasqué Podem, participa activament dins d'aquest partit en la secció local del Vendrell. Fou la secretària general de Podem al Vendrell durant el període 2015 - 2017. A les eleccions catalanes del desembre de 2017 encapçalà la llista de Catalunya en Comú-Podem per la demarcació de Tarragona, esdevenint diputada electe amb un total de 23.463 vots (el 5,35% sobre el total). Actualment és diputada per Tarragona i participa en diverses comissions parlamentàries en l'àmbit de medi ambient, agricultura i justícia. La primavera del 2020, fou escollida mitjançant primàries, cap de llista per la demarcació de Tarragona de Catalunya en Comú-Podem per a les eleccions catalanes de 2021. Està casada i té dues filles.